# Kees Staf
Cornelis (Kees) Staf (Ede, 23 april 1905 – Arnhem, 10 september 1973) was een CHU-minister op de twee defensie-departementen in de jaren vijftig. Hij was eerder president-directeur van de Heidemij en topambtenaar op het ministerie van Landbouw. In 1951 werd hij voor de CHU minister van Oorlog en van Marine in de vier opeenvolgende kabinetten Drees I (1951-1952), Drees II (1952-1956), Drees III (1956-1958) en Beel II (1958-1959). Hij reorganiseerde de Nederlandse strijdkrachten, onder meer vanwege de Nederlandse deelname aan de NAVO. Hij speelde bij enkele kabinetsformaties een bemiddelende rol. 

## Tweede Wereldoorlog
Staf was niet geheel onomstreden vanwege zijn betrokkenheid bij de uitzending van Nederlandse boeren naar Oost-Europa tijdens de Tweede Wereldoorlog. Loe de Jong geeft een goed gedocumenteerde beschrijving van deze kwestie. Hij is kritisch over Stafs medewerking aan de uitzending van boeren naar het bezette Rusland: 'Niet-NSB'ers als (...) Staf raakten met wat zij aanvankelijk trachtten te bereiken, spoedig even geïsoleerd als Mussert (...)'. De Jongs visie wordt door J.M.G. van der Poel betwist in het Biografisch Woordenboek van Nederland: "Zodra hij vernam dat er een Oost-Compagnie zou worden opgericht nam hij ontslag als voorzitter van Culano. Vooral op grond van dit gecorrumpeerde persbericht werd hij nog in de jaren '50 in insinuerende kranteartikelen beschuldigd van onvaderlandslievend gedrag. Aan zijn integriteit valt echter niet te twijfelen. Tijdens de bezetting heeft hij veel illegaal werk gedaan, en door zijn toedoen zijn honderden arbeiders, ambtenaren en studenten ontkomen aan tewerkstelling in Duitsland. De opvatting dat Staf door deze kwestie geïsoleerd raakte, is onjuist. In beter geïnformeerde kringen was algemeen bekend waar hij stond. Zo had hij bijvoorbeeld contact met het kleine groepje dat ondergronds de Stichting voor den Landbouw voorbereidde."
In 2023 kwam Stafs rol tijdens de bezetting opnieuw in de aandacht. Ditmaal betrof het de joodse werkkampen, die de Heide Mij. vanaf januari 1942 opende naar analogie van haar werklozenkampen in ontginningsgebieden. Waren daar de omstandigheden al hard, in de joodse kampen werden ze al spoedig een stuk slechter. Staf voerde hierbij de Duitse orders uit en werd daarom door oud-medewerkers na de bevrijding beschuldigd van collaboratie. Maar minister Mansholt hield hem de hand boven het hoofd en van zuivering was geen sprake.